# Ipomoea pubescens
Ipomoea pubescens ist eine Pflanzenart aus der Gattung der Prunkwinden (Ipomoea) aus der Familie der Windengewächse (Convolvulaceae). Die Art ist in Peru verbreitet.

## Beschreibung
Ipomoea pubescens ist eine knollenbildende Prunkwinde. Ihre Stängel sind schlank, windend oder kriechend und mit grau schimmernden, rückwärts gerichteten Trichomen behaart, die Behaarung verliert sich jedoch im Alter. Die Blattstiele der Laubblätter haben eine Länge von 0,5 bis 2,5 cm. Die Blattspreite ist 2 bis 3 cm lang und ähnlich breit, herzförmig-eiförmig, abgestumpft oder tief drei- oder fünfgelappt. Die Oberseite ist zunächst mehr oder weniger stark mit anliegenden, seidig-filzigen Trichomen behaart, auch diese Behaarung verliert sich im Alter. Ist das Blatt gelappt sind die Teile ungleich geformt, an der Basis stark verschmälert, abgestumpft oder zugespitzt.
Die Blütenstände bestehen aus einer oder zwei Blüten, sie werden von linealisch-pfriemförmigen und 6 bis 8 mm langen Tragblättern begleitet. Die Kelchblätter sind mit beständigen, anliegenden seidig-filzigen Trichomen behaart und eiförmig-zugespitzt. Die äußeren Kelchblätter sind an der Basis etwas herzförmig und 1,2 bis 2 cm lang, die inneren sind lanzettlich und etwas kürzer. Die Krone ist rosa oder violett-rot gefärbt, röhrenförmig-trichterförmig und 4 cm lang sowie an der Spitze 3 bis 4 cm breit.
Die Früchte sind nahezu kugelförmige, unbehaarte Kapseln, in denen sich vier pulverig bedeckte, glänzende Samen befinden.

## Verbreitung
Das Verbreitungsgebiet reicht von Arizona bis Texas, umfasst Mexiko, Kolumbien, Bolivien und das nordwestliche Argentinien.
In Peru kommt sie in den peruanischen Regionen Junín und Cusco vor.